# Hystricia rufipes
Hystricia rufipes là một loài ruồi trong họ Tachinidae.